# Adaina bipunctatus
Adaina bipunctatus là một loài bướm đêm trong họ Pterophoridae. Loài bướm đêm này được tìm thấy ở Bắc Mỹ, bao gồm Florida và Mississippi.. Nó cũng được ghi nhận ở Trinidad, West Indies, Brasil and Ecuador.
Con trưởng thành có sải cánh dài 9-11,5 mm. Con trưởng thành hoàn toàn màu trắng hơi vàng nhạt. Con trưởng thành bay vào tháng 1 đến tháng 4 và một lần nữa tháng 8 trong năm ở các khu vực nhiệt đới. Tại Florida, chúng bay cuối tháng 3 đến cuối tháng 6 và một lần nữa từ giữa tháng 8 đến giữa tháng 12. Ấu trùng ăn các loài thực vật Conoclinium coelestinum, Carphephorus paniculatus, Carphephorus ordoratissimus, Pluchea rosea và Eupatorium cannabinum..